# Brigitte Weigert
 Brigitte Weigert is een Belgisch voormalig worstelaarster.

## Levensloop
Ze werd wereldkampioene in 1987 te Lørenskog in de gewichtsklasse 44kg en behaalde zilver op de Europese kampioenschappen te Dijon in deze klasse in 1988.